# Fielding (Utah)
Fielding es una localidad del condado de Box Elder, estado de Utah, Estados Unidos. Según el censo de 2000 la población es 448 habitantes.

## Geografía
Fielding se encuentra en las coordenadas 41°48′43″N 112°7′2″O / 41.81194, -112.11722.
Según la oficina del censo de Estados Unidos, la localidad tiene una superficie total de 1,1 km². No tiene superficie cubierta de agua.
- Datos: Q483695
- Multimedia: Fielding, Utah / Q483695